# Andreas Andersson
Claes Andreas Andersson, född 10 april 1974 i Brandbergen, är en svensk före detta svensk fotbollsspelare. Andersson blev allsvensk skyttekung 1996 och spelade för Sverige i VM 2002.

## Biografi
Andreas Andersson bodde i Brandbergen i Haninge under sina första levnadsår. En flytt till Hova med familjen gjorde att han började spela fotboll i Hova IF.  Under några år bytte han lag från Hova IF, via Tidaholms GIF och till Degerfors IF. 1994 gjorde han allsvensk debut i Degerfors och fick sitt stora genombrott när de besegrade AIK med 4-0 den 17 september 1994. Andreas Andersson blev dessutom målskytt. 1995 kom Andreas Andersson trea i skytteligan med sina 13 mål och såldes därefter till IFK Göteborg.

### IFK Göteborg och debut i landslaget
Han debuterade för IFK Göteborg i Svenska cupen mot IFK Uddevalla den 10 februari 1996. 
Samma år debuterade Andersson i det svenska A-landslaget mot Australien den 25 februari 1996 och blev dessutom tvåmålsskytt. 
Han var under sin spelarkarriär en målfarlig anfallare och han vann den allsvenska skytteligan 1996 med 19 mål. IFK Göteborg blev även Svenska mästare 1996. 
Den 16 oktober 1996 var han med IFK Göteborg och vann över AC Milan i Uefa Champions League på Ullevi. Han blev sedan målskytt i returmötet på San Siro som dock IFK Göteborg förlorade. I allsvenskan 1997 gjorde han tretton mål på lika många matcher. Den 27 augusti 1997 spelade han sin sista match med IFK Göteborg mot Glasgow Rangers i kvalet till Uefa Champions League.
Andersson fick också starta i tre VM-kvalmatcher för Sverige under året. Inledningsvis mot Skottland, därefter mot Estland och sist mot Vitryssland. Alla tre matcherna slutade med svensk seger.

### AC Milan
För 19 miljoner kronor köptes Andreas Andersson till AC Milan, som därmed gick från division 5 till Serie A på fyra säsonger. Den 28 september 1997 debuterade Andreas Andersson i Serie A för AC Milan och i Anderssons andra match gjorde han segermålet på bortaplan mot Empoli. Det blev Andreas Anderssons enda mål för den italienska storklubben. Managern Fabio Capello gav Andersson lite speltid, och satsade istället på storstjärnor som Patrick Kluivert och Gerorge Weah. För att få mer speltid valde Andersson att lämna Italien och blev såld till Newcastle United för 47 miljoner.

### Newcastle United
Andersson debuterade i Premier League den 1 februari 1998 mot Aston Villa, och gjorde sitt första mål för den engelska klubben i FA-cupens kvartsfinal mot Barnsley den 8 mars 1998.
Hans första mål i Premier League den 13 april blev återigen mot Barnsley, och Andersson blev även målskytt matchen därefter mot Manchester United på Old Trafford den 18 april 1998. Newcastle nådde sedan final i FA-cupen på Wembley men förlorade mot Arsenal med 0-2. Andreas Andersson fick komma in som avbytare i andra halvlek.
Den 22 augusti 1998 gjorde Andreas Andersson sitt tredje mål för Newcastle i matchen mot Chelsea på Stamford Bridge. Kort därefter fick managern Kenny Dalglish sparken, och Ruud Gullit tog över.
Den 5 september 1998 inledde Sverige mot England i EM-kvalet, och Andreas Andersson startade på högerkanten. Hans lagkamrat i Newcastle Alan Shearer inledde med ett mål, men Andersson kvitterade när Sverige sedan vann matchen med 2-1 på Råsunda.
På hösten fick Andersson körtelfeber och missade spel i två månader. Hans fjärde och sista mål för Newcastle i Premier League kom mot Liverpool på Anfield den 28 december 1998. Det blev bara fyra ytterligare matcher på vårsäsongen i Newcastle, innan han återvände till Sverige.   

### AIK
Den 5 augusti 1999 presenterades Andreas Andersson som AIK:s dyraste nyförvärv genom tiderna. Den 11 augusti 1999 debuterade Andersson för AIK i Uefa Champions League-kvalmatchen mot AEK Aten, och blev viktig för den svenska klubben i flera matcher i Uefa Champions League. AIK var i samma grupp som  FC Barcelona, Fiorentina och Arsenal. Andersson blev tvåmålsskytt mot Arsenal den 2 november 1999.
Den 1 maj 2000 spelade AIK hemma mot Trelleborg i allsvenskans fjärde omgång. Anderssons främre korsband i det högra knäet gick helt av och säsongen var över.
Andreas Andersson återkom i allsvenskan 2001, och spelade samtliga 26 allsvenska matcher och vann AIK:s interna skytteliga med 9 mål. Han gjorde även comeback i landslaget med mål i träningslandskampen mot Sydafrika den 15 augusti 2001, och deltog även i VM-kvalet när Sverige kvalificerade sig för VM 2002. Han gjorde det avgörande 2–1-målet när Sverige bortabesegrade Turkiet i Istanbul den 5 september 2001 och tog förstaplatsen i kvalgruppen.
Andersson kom in som avbytare i samtliga Sveriges matcher i VM 2002 och ersatte Marcus Allbäck. I matchen mot Argentina var han nära på att göra ett mål. Hans skott träffade ribbans undersida och studsade ner på mållinjen och ut. I allsvenskan 2002 blev det 8 mål på 25 matcher.  
Året därpå blev det bara 4 mål på 13 matcher då Andersson återigen blev skadad. Den 7 juni 2003 spelade också Andersson sin 42:a och sista landskamp i EM-kvalmatchen mot San Marino. 
Den 1 augusti 2005 tog Andersson beslutet att sluta med proffsfotbollen efter många skadeproblem. Han hyllades av över 18 000 AIK:are på Råsundastadion.
Han var scout åt AIK under en säsong innan han blev klubbchef för Degerfors IF. 2010 gjorde han comeback som spelare i division 5-laget FC Andrea Doria. Andreas Andersson tränade under 2010-2011 IFK Mariestad i division 3. I juni 2011 blev Andreas Andersson klar för spel i IFK Hallsberg i div. 5 Södra Örebro, och avslutade därefter sin spelarkarriär i Villastadens IF 2012. 

### Tränare och klubbchef
Andersson var tränare och klubbchef i Degerfors IF. Han blev klubbchef år 2007 och avgick november 2008 efter Degerfors nedflyttning från Superettan. Efter Mark Selmers avgång i maj 2007 tränade han laget tills Milenko Vukcevic tog över i juli 2007.
Han har därefter bland annat varit sportchef och tränare i IFK Stocksund för Dam A och F17.

## Klubbar som spelare
- Hova IF 1979–1993
- Tidaholms GOIF 1994
- Degerfors IF 1994–1995
- IFK Göteborg 1996–1997
- AC Milan 1997–1998
- Newcastle United 1997–1999
- AIK 1999–2005
- Hova IF 2006–2007
- FC Andrea Doria 2010
- IFK Hallsberg 2011
- Villastadens IF 2012

## Titlar
- SM-guld 1996 med IFK Göteborg
- Allsvensk skyttekung 1996 med 19 mål för IFK Göteborg